# Picea likiangensis var. hirtella
Picea likiangensis var. hirtella W.C.Cheng, 1937, è una varietà naturale di P. likiangensis appartenente alla famiglia delle Pinaceae, endemica di 5-6 località ubicate nell'ovest del Sichuan e nel sud-est del Xizang, in Cina.

## Etimologia
Il nome generico Picea, utilizzato già dai latini, potrebbe, secondo un'interpretazione etimologica, derivare da Pix picis = pece, in riferimento all'abbondante produzione di resina. Il nome specifico likiangensis fa riferimento al Lijiang Shan, massiccio montuoso nella prefettura di Lijiang, zona dove la specie venne rinvenuta e collezionata per la prima volta. L'epiteto hirtella deriva dal latino (hirtus = peloso) in riferimento alla pubescenza tipica dei nuovi ramoscelli annuali.

## Descrizione
I ramoscelli del primo anno, corpulenti, sono ricoperti di densa peluria. Gli aghi hanno 3-4 linee di stomi su entrambe le pagine. I coni femminili, lunghi 4-9 cm, sono inizialmente di colore verde-giallo o giallo, poi a maturità di colore giallo-marrone pallido.

## Sinonimi
Sono riportati i seguenti sinonimi:
- Picea hirtella Rehder & E.H.Wilson
- Picea neohirtella Silba
- Picea purpurea var. hirtella (W.C.Cheng) Silba
- Picea purpurea subsp. hirtella (W.C.Cheng) Silba
- Picea purpurea subsp. pseudohirtella Silba

## Distribuzione e habitat
Cresce in alta montagna a quote comprese tra 3000 e 4000 m, in foreste miste di conifere.

## Conservazione
Varietà con areale primario stimato minore di 500 km², frazionato in 5-6 località, in passato sottoposte a intensa deforestazione; attualmente il governo cinese ha imposto divieto sullo sfruttamento del legno, ma permangono le difficoltà di rigenerazione della popolazione a causa dell'intensa pastorizia. Per questi motivi è classificata come specie in pericolo (endangered) nella Lista rossa IUCN.